# Date Kimiko
Date Kimiko (伊達公子; Hepburn: Date Kimiko) (2001–2016 között férjezett nevén Krumm Date Kimiko) (Kiotó, 1970. szeptember 28. –) hivatásos japán teniszezőnő, kétszeres olimpikon, az Ázsia-játékok arany- és bronzérmese, 1995-ben a világranglista 4. helyezettje.
Hatévesen teniszezett először, profi karrierjét 1989-ben kezdte. 1996. szeptember 24-én bejelentette visszavonulását, de 2008 májusában folytatta pályafutását, majd 2017. szeptemberben, 47 évesen véglegesen visszavonult.
Profi karrierje során nyolc egyéni és hat páros WTA-tornát nyert meg, emellett 14 egyéni és hét ITF-tornán végzett az első helyen. Egyéniben az első tornagyőzelmét 1992-ben szerezte Tokióban, az utolsót pedig 2009. szeptemberben, egy nappal a 39. születésnapja előtt, amivel ő az open era második legidősebb egyéni tornagyőztese Billie Jean King után. 2008-as visszatérését követően párosban is több versenyt nyert, 2013 májusában, 42 és fél évesen szintén a második legidősebb páros tornagyőztessé vált Martina Navratilova után.
Legjobb eredménye Grand Slam-tornákon az elődöntő, ahova három alkalommal sikerült bekerülnie, először az 1994-es Australian Openen, majd az 1995-ös Roland Garroson, végül 1996-ban Wimbledonban. Az egyéni világranglistán 1995-ben a negyedik helyen is állt, amit egészen 2011-ig, a kínai Li Na Roland Garros-győzelméig egyedüli ázsiaiként mondhatott el magáról. 1994-ben bejutott az év végi világbajnokság elődöntőjébe, ahol a későbbi győztes Gabriela Sabatinitől kapott ki.
Japán képviseletében vett részt az 1992-es barcelonai olimpia egyéni és páros versenyén, valamint az 1996-os atlantai olimpia egyéni versenyén, ahol a negyeddöntőig jutott. 1989–2013 között szerepelt Japán Fed-kupa-válogatottjában, és tagja volt az 1996-ban a világcsoport elődöntőjébe jutott csapatnak.
Az Ázsia-játékokon 1994-ben Hirosimában arany-, 2010-ben Kantonban bronzérmet szerzett egyéniben.
1992-ben őt választották az év legtöbbet fejlődő játékosának. 2004-ben 3 óra 30 perc alatt lefutotta a londoni maratont. Férje 2001–2016 között Michael Krumm német autóversenyző volt, ez idő alatt a Krumm Date Kimiko nevet használta. Férjétől 2016. szeptemberben elvált.

## WTA-döntői

### Egyéni

#### Győzelmei (8)
| Összesítés           |                        |
| Grand Slam-torna (0) |                        |
| Tier I (0)           | Premier Mandatory* (0) |
| Tier II (2)          | Premier Five* (0)      |
| Tier III (5)         | Premier* (0)           |
| Tier IV (0)          | International* (1)     |
| Tier V (0)           | Challenger* (0)        |

* 2009-től megváltozott a tornák rendszere. Challenger tornákat 2012-től rendeznek.
 Az egymás mellett azonos színnel jelölt tornatípusok között nincs teljes mértékű megfelelés.
| Borítás szerint |
| Kemény (7)      |
| Salak (0)       |
| Fű (0)          |
| Szőnyeg (1)     |

| No. | Dátum                | Helyszín                               | Borítás     | Ellenfél a döntőben | Eredmény a döntőben |
| 1.  | 1992. április 12.    | Suntory Japan Open, Tokió              | Kemény      | Sabine Appelmans    | 7–5, 3–6, 6–3       |
| 2.  | 1993. április 11.    | Japan Open, Tokió                      | Kemény      | Stephanie Rottier   | 6–1, 6–3            |
| 3.  | 1994. január 16.     | Peters NSW Open, Sydney                | Kemény      | Mary Joe Fernández  | 6–4, 6–2            |
| 4.  | 1994. április 10.    | Japan Open Tennis Championships, Tokió | Kemény      | Amy Frazier         | 7–5, 6–0            |
| 5.  | 1995. február 5.     | Toray Pan Pacific Open, Tokió          | Szőnyeg (f) | Lindsay Davenport   | 6–1, 6–2            |
| 6.  | 1996. április 21.    | Japan Open Tennis Championships, Tokió | Kemény      | Amy Frazier         | 7–5, 6–4            |
| 7.  | 1996. augusztus 25.  | Toshiba Classic, San Diego             | Kemény      | A. Sánchez Vicario  | 3–6, 6–3, 6–0       |
| 8.  | 2009. szeptember 27. | Hansol Korea Open, Szöul               | Kemény      | A. Medina Garrigues | 6–3, 6–3            |

#### Elveszített döntői (7)
| No. | Dátum                | Helyszín                                    | Borítás     | Ellenfél a döntőben | Eredmény a döntőben |
| 1.  | 1991. augusztus 18.  | Virginia Slims of Los Angeles, Los Angeles  | Kemény      | Szeles Mónika       | 3–6, 1–6            |
| 2.  | 1993. február 14.    | Asian Open, Oszaka                          | Szőnyeg (f) | Jana Novotná        | 3–6, 2–6            |
| 3.  | 1993. szeptember 26. | Nichirei International Championships, Tokió | Kemény      | Amanda Coetzer      | 3–6, 2–6            |
| 4.  | 1995. március 26.    | Lipton Championships, Miami                 | Kemény      | Steffi Graf         | 1–6, 4–6            |
| 5.  | 1995. április 16.    | Japan Open Tennis Championships, Tokió      | Kemény      | Amy Frazier         | 6–7(5), 5–7         |
| 6.  | 1995. május 28.      | Internationaux de Strasbourg, Strasbourg    | Salak       | Lindsay Davenport   | 6–3, 1–6, 2–6       |
| 7.  | 2010. október 17.    | HP Japan Women’s Open Tennis, Oszaka        | Kemény      | Tamarine Tanasugarn | 5–7, 7–6(4), 1–6    |

### Páros

#### Győzelmei (6)
| No. | Dátum             | Helyszín                                                | Borítás    | Partner            | Ellenfél a döntőben                   | Eredmény a döntőben | Eredmény a döntőben |
| 1.  | 1996. április 21. | Japan Open Tennis Championships, Tokió                  | Kemény     | Szugijama Ai       | Amy Frazier Kimberly Po               | 7–6(6), 6–7(6), 6–3 |                     |
| 2.  | 2011. október 16. | HP Japan Women’s Open Tennis, Oszaka                    | Kemény     | Csang Suaj         | Vania King J. Svedova                 | 7–5, 3–6, [11–9]    |                     |
| 3.  | 2012. április 15. | e-Boks Open, Koppenhága                                 | Kemény (f) | Fudzsivara Rika    | Sofia Arvidsson Kaia Kanepi           | 6–2, 4–6, [10–5]    | (részletek)         |
| 4.  | 2013. február 3.  | PTT Pattaya Open, Pattaja                               | Kemény     | Casey Dellacqua    | Akgul Amanmuradova Alekszandra Panova | 6–3, 6–2            |                     |
| 5.  | 2013. április 7.  | Monterrey Open, Monterrey, Mexikó                       | Kemény     | Babos Tímea        | Eva Birnerová Tamarine Tanasugarn     | 6–1, 6–4            |                     |
| 6.  | 2013. május 25.   | Internationaux de Strasbourg, Strasbourg, Franciaország | Salak      | Chanelle Scheepers | Cara Black Marina Eraković            | 6–4, 3–6, [14–12]   |                     |

#### Elveszített döntői (4)
| No. | Dátum                | Helyszín                                     | Borítás | Partner        | Ellenfél a döntőben              | Eredmény a döntőben | Eredmény a döntőben |
| 1.  | 1992. április 12.    | Suntory Japan Open, Tokió                    | Kemény  | Stephanie Rehe | Amy Frazier Hiraki Rika          | 7–5, 6–7(5), 0–6    |                     |
| 2.  | 2009. szeptember 20. | Guangzhou International Women’s Open, Kanton | Kemény  | Szun Tien-tien | Volha Havarcova Taccjana Pucsak  | 6–3, 2–6, [8–10]    |                     |
| 3.  | 2012. február 26.    | Whirlpool Monterrey Open, Monterrey          | Salak   | Csang Suaj     | Sara Errani Roberta Vinci        | 2–6, 6–7(6)         | (részletek)         |
| 4.  | 2012. október 14.    | HP Open, Oszaka, Japán                       | Kemény  | Heather Watson | Raquel Kops-Jones Abigail Spears | 1–6, 4–6            |                     |

## ITF-döntői
| Díjazás        |
| -------------- |
| WTA 125s torna |
| $100,000 torna |
| $75,000 torna  |
| $50,000 torna  |
| $25,000 torna  |
| $10,000 torna  |

### Egyéniben 20 (14–6)
| Eredmény | No. | Dátum              | Torna                                 | Borítás     | Ellenfél                | Eredmény      |
| -------- | --- | ------------------ | ------------------------------------- | ----------- | ----------------------- | ------------- |
| Győztes  | 1.  | 1988. november 7.  | Matsuyama, Japán                      | Kemény      | Maya Kidowaki           | 6-3 6-4       |
| Győztes  | 2.  | 1988. november 14. | Kiotó, Japán                          | Kemény      | Maya Kidowaki           | 7-5 4-6 6-4   |
| Győztes  | 3.  | 1989. április 24.  | Sutton, London, Egyesült Királyság    | Salak       | Samantha Smith          | 6-2 6-1       |
| Győztes  | 4.  | 1989. május 8.     | Lee-on-the-Solent, Egyesült Királyság | Salak       | Noszály Andrea          | 6-4 6-0       |
| Győztes  | 5.  | 1989. május 15.    | London, Egyesült Királyság            | Salak       | Caroline Vis            | 6-3 6-0       |
| Döntős   | 1.  | 4 May 2008         | Gifu, Japán                           | Szőnyeg     | Tamarine Tanasugarn     | 6–4, 5–7, 2–6 |
| Győztes  | 6.  | 2008. június 15.   | Tokió, Japán                          | Kemény      | Shiho Akita             | 6–3, 6–2      |
| Győztes  | 7.  | 2008. július 20.   | Miyazaki, Japán                       | Szőnyeg     | Chae Kyung-yee          | 6–3, 6–2      |
| Győztes  | 8.  | 2008. augusztus 5. | Obihiro, Japán                        | Szőnyeg     | Suchanun Viratprasert   | 6–3, 7–6(5)   |
| Győztes  | 9.  | 2009. április 11.  | Monzón, Spanyolország                 | Kemény      | Alexandra Dulgheru      | 7–5, 6–2      |
| Győztes  | 10. | 2009. november 19. | Toyota, Japán                         | Szőnyeg     | Bojana Jovanovski       | 7–5, 6–2      |
| Győztes  | 11. | 2011. október 30.  | Poitiers, Franciaország               | Kemény (f)  | Elena Baltacha          | 7–6(3), 6–4   |
| Döntős   | 2.  | 2011. november 6.  | Tajpej, Tajvan                        | Kemény (f)  | Morita Ajumi            | 2–6, 2–6      |
| Döntős   | 3.  | 2011. november 22. | Toyota, Japán                         | Szőnyeg (f) | Tamarine Tanasugarn     | 2–6, 5–7      |
| Győztes  | 12. | 2012. január 8.    | Quanzhou, China                       | Kemény      | Babos Tímea             | 6–3, 6–3      |
| Győztes  | 13. | 2012. május 6.     | Gifu, Japán                           | Kemény      | Noppawan Lertcheewakarn | 6–1 5–7 6–3   |
| Döntős   | 4.  | 2012. november 11. | Púna, India                           | Kemény      | Elina Szvitolina        | 2–6, 3–6      |
| Döntős   | 5.  | 2012. november 25. | Toyota, Japán                         | Szőnyeg (f) | Stefanie Vögele         | 6–7(3), 4–6   |
| Győztes  | 14. | 2012. december 1.  | Dubaj, Egyesült Arab Emírségek        | Kemény      | Julija Putyinceva       | 6–1, 3–6, 6–4 |
| Döntős   | 6.  | 2014. november 16. | Dubaj, Egyesült Arab Emírségek        | Kemény      | Alexandra Dulgheru      | 3–6, 4–6      |

## Eredményei Grand-Slam tornákon

### Egyéniben
| Grand Slam | Australian Open | Australian Open     | Roland Garros  | Roland Garros      | Wimbledon      | Wimbledon          | US Open        | US Open            |
| Év         | Eredmény        | Utolsó ellenfél     | Eredmény       | Utolsó ellenfél    | Eredmény       | Utolsó ellenfél    | Eredmény       | Utolsó ellenfél    |
| 1989       | –               | –                   | 2. kör         | Martina Pawlik     | 1. kör         | Zina Garrison      | 1. kör         | Anne Smith         |
| 1990       | 4. kör          | Helena Suková       | –              | –                  | 2. kör         | Katerina Malejeva  | 2. kör         | Judith Wiesner     |
| 1991       | 2. kör          | Nicole Provis       | Selejtező (Q2) | Selejtező (Q2)     | 1. kör         | Linda Ferrando     | 2. kör         | Radomira Zrubáková |
| 1992       | 2. kör          | Szeles Mónika       | 4. kör         | A Sánchez Vicario  | 2. kör         | Gigi Fernández     | 2. kör         | Helena Suková      |
| 1993       | 2. kör          | Mary Pierce         | 2. kör         | Ruxandra Dragomir  | –              | –                  | Negyeddöntő    | Manuela Malejeva   |
| 1994       | Elődöntő        | Steffi Graf         | 1. kör         | Amanda Coetzer     | 3. kör         | Larisa Neiland     | Negyeddöntő    | A Sánchez Vicario  |
| 1995       | 3. kör          | Naoko Sawamatsu     | Elődöntő       | A Sánchez Vicario  | Negyeddöntő    | Jana Novotná       | 4. kör         | B Schultz-McCarthy |
| 1996       | 2. kör          | Mana Endo           | 4. kör         | Lindsay Davenport  | Elődöntő       | Steffi Graf        | 1. kör         | Kimberly Po        |
| 1997−2007  | –               | –                   | –              | –                  | –              | –                  | –              | –                  |
| 2008       | –               | –                   | –              | –                  | –              | –                  | –              | –                  |
| 2009       | 1. kör          | Kaia Kanepi         | Selejtező (Q1) | Selejtező (Q1)     | 1. kör         | Caroline Wozniacki | Selejtező (Q2) | Selejtező (Q2)     |
| 2010       | 1. kör          | J Svedova           | 2. kör         | Jarmila Groth      | 1. kör         | Alexandra Dulgheru | 1. kör         | Sz Kuznyecova      |
| 2011       | 1. kör          | Agnieszka Radwańska | 1. kör         | Caroline Wozniacki | 2. kör         | Venus Williams     | 1. kör         | S Soler Espinosa   |
| 2012       | 1. kör          | Eléni Danjilídu     | 1. kör         | F Schiavone        | 1. kör         | K Bondarenko       | 1. kör         | Sofia Arvidsson    |
| 2013       | 3. kör          | Bojana Jovanovski   | 1. kör         | Samantha Stosur    | 3. kör         | Serena Williams    | 1. kör         | Paula Ormaechea    |
| 2014       | 1. kör          | Belinda Bencic      | 1. kör         | A Pavljucsenkova   | 1. kör         | J Makarova         | 1. kör         | Venus Williams     |
| 2015       | 1. kör          | Ana Tatisvili       | Selejtező (Q1) | Selejtező (Q1)     | Selejtező (Q1) | Selejtező (Q1)     | Selejtező (Q1) | Selejtező (Q1)     |
| 2016       | Selejtező (Q1)  | Selejtező (Q1)      | –              | –                  | –              | –                  | –              | –                  |
| 2017       | –               | –                   | –              | –                  | –              | –                  | –              | –                  |

### Párosban
| Grand Slam | Australian Open              | Australian Open                   | Roland Garros               | Roland Garros                       | Wimbledon                   | Wimbledon                        | US Open                       | US Open                               |
| Év         | Eredmény Partner             | Utolsó ellenfél                   | Eredmény Partner            | Utolsó ellenfél                     | Eredmény Partner            | Utolsó ellenfél                  | Eredmény Partner              | Utolsó ellenfél                       |
| 1990       | 1. kör Maya Kidowaki         | Kathy Jordan Elizabeth Smylie     | –                           | –                                   | –                           | –                                | –                             | –                                     |
| 1991       | –                            | –                                 | –                           | –                                   | 2. kör Ei Iida              | Katrina Adams Manon Bollegraf    | 2. kör Akiko Kijimuta         | A Sánchez Vicario Helena Suková       |
| 1992       | Negyeddöntő Michelle Jaggard | A Sánchez Vicario Helena Suková   | 1. kör Maya Kidowaki        | N Muns-Jagerman B Schultz-McCarthy  | 1. kör Maya Kidowaki        | Jennifer Fuchs Karina Habšudová  | 1. kör Louise Pleming         | Jessica Emmons Rene Simpson           |
| 1993       | 3. kör M Jaggard-Lai         | Jill Hetherington Kathy Rinaldi   | 2. kör Karin Kschwendt      | Florencia Labat Mercedes Paz        | –                           | –                                | 2. kör R Zrubáková            | Lori McNeil Rennae Stubbs             |
| 1994       | –                            | –                                 | –                           | –                                   | –                           | –                                | –                             | –                                     |
| 1995       | –                            | –                                 | –                           | –                                   | –                           | –                                | –                             | –                                     |
| 1996       | –                            | –                                 | –                           | –                                   | –                           | –                                | –                             | –                                     |
| 1997−2007  | –                            | –                                 | –                           | –                                   | –                           | –                                | –                             | –                                     |
| 2008       | –                            | –                                 | –                           | –                                   | –                           | –                                | –                             | –                                     |
| 2009       | –                            | –                                 | –                           | –                                   | –                           | –                                | –                             | –                                     |
| 2010       | 1. kör Yayuk Basuki          | Szánija Mirza V Ruano Pascual     | –                           | –                                   | 1. kör T Tanasugarn         | Csang Kaj-csen Morita Ajumi      | 2. kör Morita Ajumi           | Iveta Benešová B Záhlavová-Strýcová   |
| 2011       | 2. kör Csang Suaj            | Sahar Peér Peng Suaj              | 2. kör Csang Suaj           | Casey Dellacqua Rennae Stubbs       | 3. kör Csang Suaj           | Peng Suaj Cseng Csie             | –                             | –                                     |
| 2012       | 1. kör Csang Suaj            | Hszie Su-vej G Voszkobojeva       | 1. kör Fudzsivara Rika      | Renata Voráčová Klára Zakopalová    | 1. kör Fudzsivara Rika      | Andrea Hlaváčková Lucie Hradecká | 1. kör Aleksandra Wozniak     | Julia Görges Květa Peschke            |
| 2013       | 3. kör A Parra Santonja      | Varvara Lepchenko Cseng Szaj-szaj | 2. kör A Parra Santonja     | F Schiavone Samantha Stosur         | 1. kör A Parra Santonja     | Christina McHale Tamira Paszek   | 1. kör A Parra Santonja       | Andrea Hlaváčková Lucie Hradecká      |
| 2014       | 1. kör Csang Suaj            | Andrea Hlaváčková Lucie Šafářová  | 2. kör B Záhlavová-Strýcová | Lucie Hradecká Michaëlla Krajicek   | 2. kör B Záhlavová-Strýcová | Ashleigh Barty Casey Dellacqua   | Elődöntő B Záhlavová-Strýcová | Jekatyerina Makarova Jelena Vesznyina |
| 2015       | 2. kör Casey Dellacqua       | S Soler Espinosa MT Torró Flor    | 2. kör F Schiavone          | Michaëlla Krajicek Barbora Strýcová | 2. kör F Schiavone          | Martina Hingis Szánija Mirza     | 1. kör Mandy Minella          | Garbiñe Muguruza C Suárez Navarro     |
| 2016       | –                            | –                                 | –                           | –                                   | –                           | –                                | –                             | –                                     |
| 2017       | –                            | –                                 | –                           | –                                   | –                           | –                                | –                             | –                                     |

## Év végi világranglista-helyezései
| Év     | 1988 | 1989 | 1990 | 1991 | 1992 | 1993 | 1994 | 1995 | 1996 | 1997–2007 | 2008 | 2009 | 2010 | 2011 | 2012 | 2013 | 2014 | 2015 | 2016 |
| Egyéni | 322. | 119. | 79.  | 32.  | 21.  | 13.  | 9.   | 4.   | 8.   | –         | 198. | 82.  | 46.  | 100. | 146. | 54.  | 116. | 141. | 804. |
| Páros  | 260. | 243. | 252. | 73.  | 51.  | 116. | –    | –    | –    | –         | 221. | 126. | 131. | 55.  | 86.  | 40.  | 34.  | 95.  | –    |